# セヴェリン・ガンチャルチク
セヴェリン・ガンチャルチク（Seweryn Daniel Gancarczyk、1981年11月22日 - ）は、ポーランドの元サッカー選手。元ポーランド代表。ポジションはディフェンダー。

## 来歴
2006年5月に親善試合でポーランド代表デビュー。直後の2006 FIFAワールドカップのメンバーでもあった。2009年までに7試合に出場した。

## 代表歴

### 出場大会
- ポーランド代表
  - 2006 FIFAワールドカップ

### 試合数
- 国際Aマッチ 7試合 0得点（2006年-2009年）[1]

| ポーランド代表 | 国際Aマッチ | 国際Aマッチ |
| 年             | 出場        | 得点        |
| -------------- | ----------- | ----------- |
| 2006           | 3           | 0           |
| 2007           | 0           | 0           |
| 2008           | 0           | 0           |
| 2009           | 4           | 0           |
| 通算           | 7           | 0           |